# Mirmidoni
I Mirmìdoni (in greco antico: Μυρμιδόνες?, Myrmidónes, da μύρμηξ, "formica"; in latino Myrmidones) sono un popolo della mitologia greca, discendente da Mirmidone, figlio di Zeus.
Erano un antico popolo della Tessaglia Ftiotide del quale era re Peleo e che suo figlio Achille condusse con sé, in gran numero, alla guerra di Troia.
Secondo una tradizione, il popolo traeva il nome dal proprio re Mirmidone, figlio di Zeus e di Eurimedusa, che il dio aveva sedotto assumendo l'aspetto di una formica. Una leggenda posteriore narrava invece che i Mirmidoni discendessero dalle formiche, trasformate in uomini da Zeus per preghiera di Eaco, per ripopolare l'isola di Egina devastata da una pestilenza, e che avevano poi seguito Peleo, figlio di Eaco, esule a Ftia.

## La leggenda
La leggenda narra che Eaco, figlio della ninfa Egina e del dio Zeus, re dell'isola di Egina (il cui nome derivava da quello della già citata ninfa) che si trovava nel Golfo Saronico, perse moltissimi sudditi a causa di una pestilenza inviata dalla dea Era per vendicarsi del tradimento del coniuge. La pestilenza colpì l'acqua presente sull'isola, i cui abitanti, bevendola, misero fine alla loro vita. Appellandosi alla grazia di Zeus, Eaco ottenne inizialmente una pioggia torrenziale che purificò l'acqua contaminata, poi che le formiche si trasformassero in una moltitudine di uomini. Ecco l'origine del nome di questo popolo, che significa "formiconi".

## Nelle opere di Omero
I Mirmidoni sono citati anche da Omero nell'Iliade, durante la guerra di Troia, dove viene dipinta la loro obbedienza assoluta agli ordini di Achille, figlio di Peleo e quindi nipote del capostipite Eaco: essi obbedivano ciecamente agendo spesso anche in maniera molto fredda e crudele, proprio a dimostrare la loro natura di "ex formiche". Nell'Iliade sono citati l'auriga Automedonte e cinque capi Mirmidoni: Alcimedonte, Eudoro, Fenice, Menestio e Pisandro.